# Isa Mustafa
Isa Mustafa (Pristina, 15 maggio 1951) è un politico kosovaro, Primo ministro della Repubblica del Kosovo dal dicembre 2014 al settembre 2017.

## Biografia
Dal dicembre 2007 al dicembre 2013 è stato sindaco di Pristina.
Dal 1991 al 1999 è stato Ministro dell'economia e delle finanze della Repubblica del Kosovo.
È rappresentante della Lega Democratica del Kosovo, partito di ispirazione conservatrice fondato nel 1989 e di cui è leader dal 2010.